# Метеор (ТВ филм)
„Метеор” је југословенски ТВ филм први пут приказан 10. фебруара 1969. године. Режирао га је Иван Хетрих а сценарио је написао Фридрих Дуренмат.

## Улоге
| Глумац              | Улога |
| ------------------- | ----- |
| Јагода Антунац      |       |
| Реља Башић          |       |
| Звонимир Ференчић   |       |
| Изет Хајдархоџић    |       |
| Ђурђа Ивезић        |       |
| Иво Јуриша          |       |
| Драго Митровић      |       |
| Раде Шербеџија      |       |
| Вјера Жагар Нардели |       |